# 陶駅

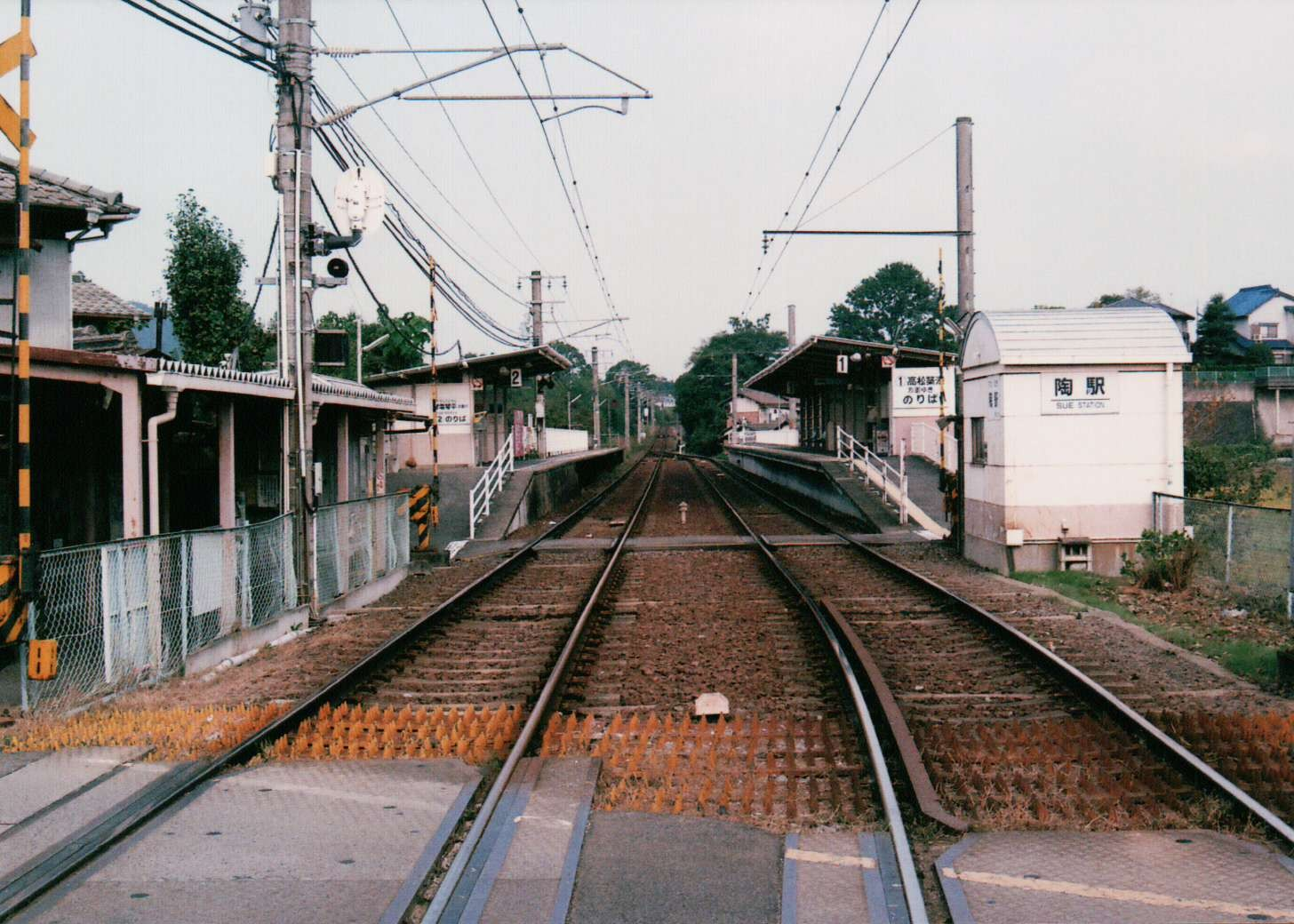
駅構内　綾川方より

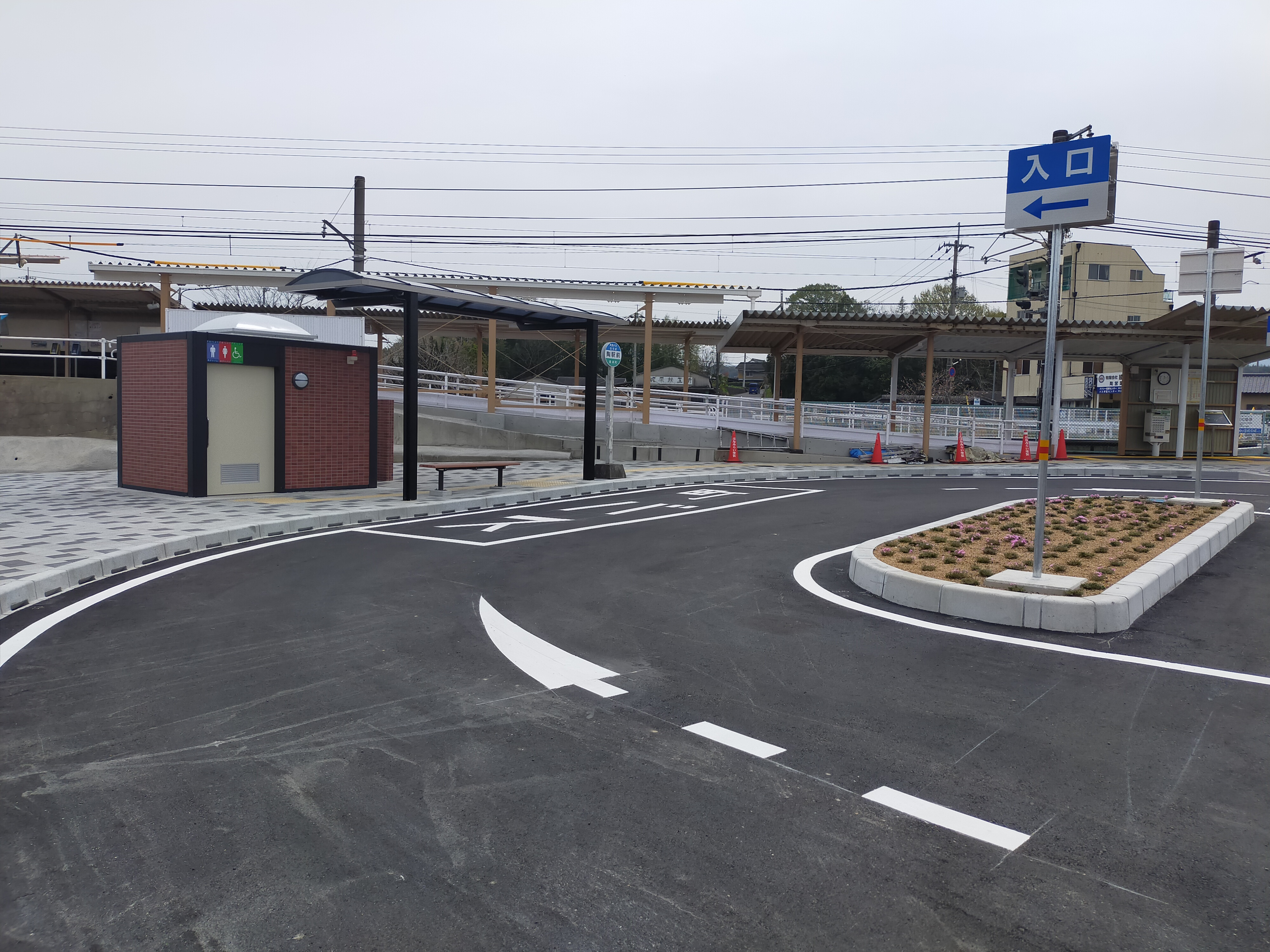
駅前ロータリー

陶駅（すええき）は、香川県綾歌郡綾川町陶にある、高松琴平電気鉄道琴平線の駅である。駅番号はK13。

## 駅構造
相対式ホーム2面2線の地上駅。
のりば

| 乗り場 | 路線    | 方向 | 行先               |
| ------ | ------- | ---- | ------------------ |
| 1      | ■琴平線 | 上り | 瓦町・高松築港方面 |
| 2      | ■琴平線 | 下り | 滝宮・琴電琴平方面 |

列車交換駅であるが岡本駅と同様、ことでんの駅では珍しく右側通行（2番線が下りで1番線が上り）で駅に進入する。
委託駅であったが、岡本、岡田両駅と同時期に無人駅となった。切符は自動券売機で購入できる。

## 利用状況
2001年には、1日あたり1,226人の利用者数があったが、2023年には513人/日の利用まで減少している。綾歌郡ではモータリゼーションの進行が深刻化していることに加え、コロナ禍を経験したことによる町民の急速な鉄道離れによって利用者数は減少傾向にある。
| 1日乗降人員推移 | 1日乗降人員推移 |
| 年度            | 1日平均人数     |
| --------------- | --------------- |
| 2011年          | 807             |
| 2012年          | 806             |
| 2013年          | 784             |
| 2014年          | 670             |
| 2015年          | 632             |
| 2016年          | 610             |
| 2017年          | 607             |
| 2018年          | 616             |
| 2019年          | 598             |
| 2020年          | 464             |

## 駅周辺
- 香川県道282号高松琴平線
- 香川県道17号府中造田線
- ふれあいセンター綾南（JA香川県）醤油の自家醸造
- 陶郵便局
- 綾川町国民健康保険陶病院
- 綾川町民武道館
- 綾川町立綾川中学校
- 綾川町立陶小学校
- 赤坂製麺所（讃岐うどん）
- 綾川町営バス陶駅前バス停
- 綾南交通（タクシー）
- 綾南チャペル
- マルナカ 綾南店

## 歴史
- 1926年（大正15年）12月21日 琴平電鉄の駅として開業。
- 1943年（昭和18年）11月1日 会社合併により高松琴平電気鉄道琴平線の駅となる。
- 1991年（平成3年）3月16日 交換設備供用開始。これに伴い高松築港方にあった陶信号場は廃止。
- 2024年（令和6年）4月1日 2番のりばの隣にトイレ付きの駅前ロータリーを新設[4]。

## 隣の駅
高松琴平電気鉄道
■琴平線
畑田駅（K12） - 陶駅（K13） - 綾川駅（K14）